# Bélárkos község
Bélárkos község (románul: Comuna Archiș) község Arad megyében, Romániában. Központja Bélárkos, beosztott falvai Barzafalva, Nermegy, Tönköd.

## Népessége
A 2011-es népszámlálás adatai alapján a község népessége 1515 fő volt.